# バイカル湖岸鉄道

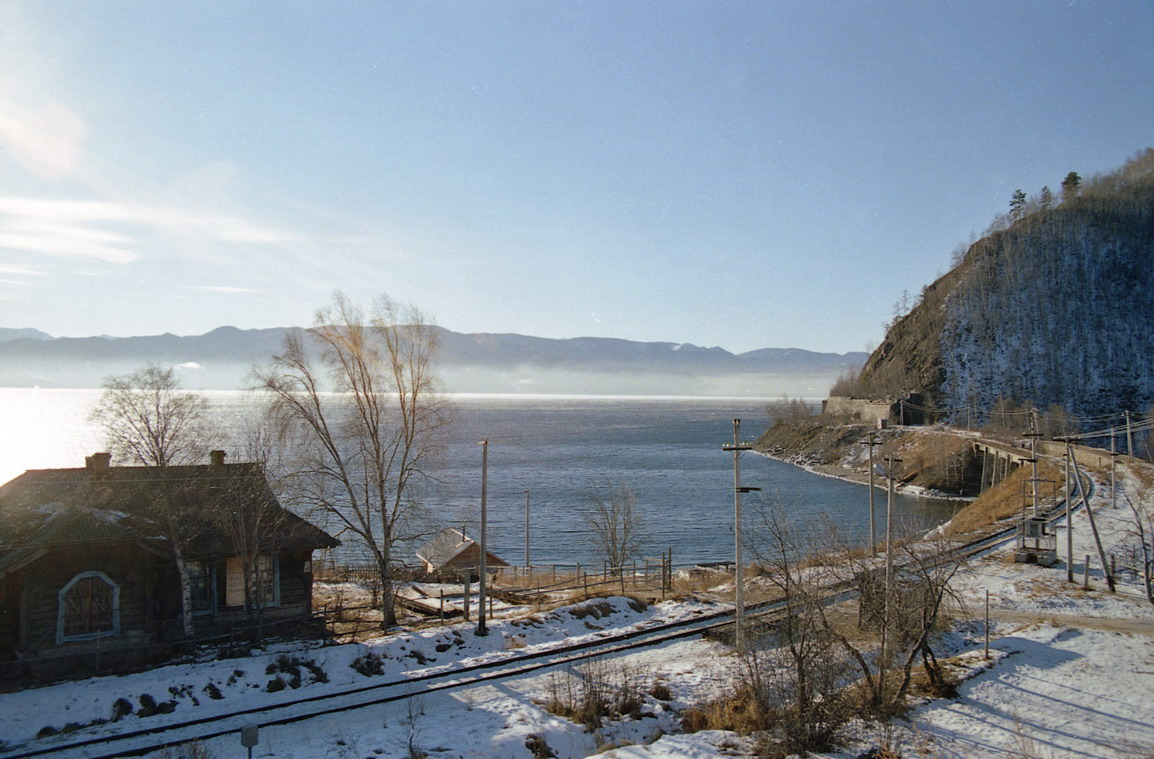
冬のバイカル湖岸鉄道

バイカル湖南部の地図。バイカル湖岸鉄道が赤線で示されている。バイカル駅はアンガラ川流出口付近にある。黒線は現在のシベリア鉄道。

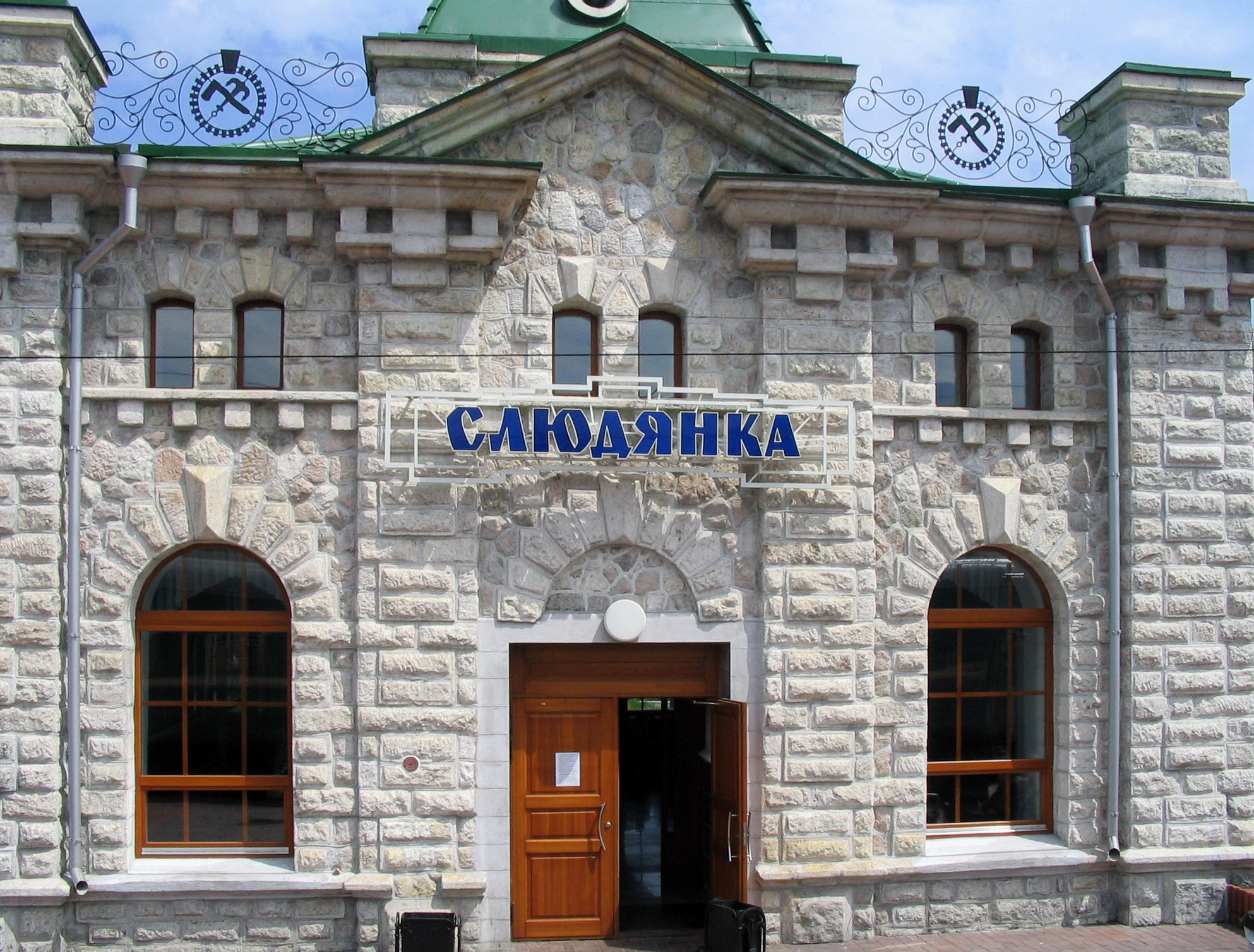
スリュジャンカ駅は博物館にもなっている。

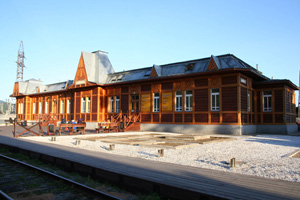
最近新装なったバイカル駅（ポート・バイカル駅）

バイカル湖岸鉄道（露: Кругобайка́льская желе́зная доро́га）は、ロシアのバイカル湖南部の北岸を走る鉄道路線である。バイカル湖の南端に位置しシベリア鉄道上のスリュジャンカとアンガラ川のバイカル湖からの出発点にあるポート・バイカルを結んでいる。
20世紀中頃までシベリア鉄道本線の一部であったが、アンガラ川のダム建設に伴い、イルクーツクとスリュジャンカを結ぶ新線が建設され、その必要性が失われた。しかし、湖畔の地形に合わせて建設された橋やトンネルは当時の鉄道技術の集大成とも評されており、現在はバイカル湖畔の観光路線として利用されている。

## 現在
現在のバイカル湖岸鉄道はスリュジャンカII－クルトゥク－マリトゥイ-バイカル（ポート・バイカル駅）を結ぶ89kmの支線を指している。クルトゥク、マリトゥイ、ウラノボ、バイカルの4駅が現在も機能している。この区間には全部で38のトンネルがあり、最長のトンネルはパラヴィニー岬を通り抜ける777.5mのトンネルである。また、15の石造りの通路、3つのコンクリートの通路、248の橋、268の擁壁がある。ロシア国内においてこれほど土木建築技術が駆使された路線は他に例を見ないと言われている。トンネルと石造りの通路は類いまれな方法で作られ、その後改築されることなく、20世紀はじめの設計通りの姿をとどめている。
今では二両の列車を連結したディーゼル機関車が一日に一回走っている。スリュジャンカIIからバイカルまでは4時間40分である。これに加えて、蒸気機関車を使った観光列車も定期的に走っている。旅行者は人車軌道をレンタルすることもできる。
1982年12月21日にイルクーツク地方議会の決定により、ポート・バイカル駅からクルトゥク駅までのバイカル湖岸区域は建造物および景観保護区として宣言され、州の保護下に入った。1980年代はじめからバイカル湖岸鉄道に旅行者が入り始め、いくつか観光スポットが生まれていった（134km地点のタイガ、102km地点のセンセーション、98km地点のコニフェラス、80km地点のレトロとシルバーキー）。
バイカル湖岸鉄道沿線には多くの自然保護区もある。その一つには"Белая выемка"と呼ばれる岩盤層がある。マリトゥイなどの沿岸の集落には20世紀初頭の近代主義形式の道具などが多く保存されている。
バイカル湖畔には以下の施設も置かれている。
- 80km地点：歴史文化遺産保護センター
- 106km地点：核研究機関の基地
- 119-120km地点（マリトゥイ）：イルクーツク州立大学生物土壌学科の研究エリア

2005年の秋にはバイカル湖岸鉄道の100周年記念式典が行われた。この式典に合わせてポート・バイカル駅は再建され、展示室が作られた。また、スリュジャンカII駅も再建された。